# Club Europa de Nava

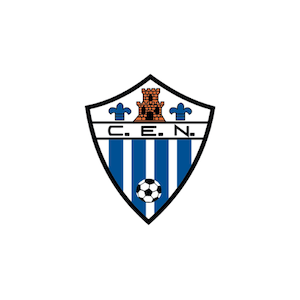

El Club Europa de Nava es un club de fútbol español, de la población de Nava en Asturias. Fue fundado en 1940 y en la actualidad juega en la Primera Asturfútbol de Asturias. Durante las temporadas 2010-11 y 2011-12 se produjo la circunstancia de que el equipo filial jugó en una categoría superior al teórico primer equipo.

## Historia
Los mayores logros del club son el haber disputado una primera ronda de la Copa del Rey, de la edición 1982-83. Cayendo eliminado por el Real Oviedo, en el viejo estadio Carlos Tartiere por 2-1 (gol de Pesquera para el Europa), tras haber logrado empatar en la ida en Nava por 2-2 (marcaron para el Europa: Pesquera II y Puskas de penalti) en el campo de Grandiella.
También a destacar las doce temporadas disputadas en la Tercera División, cuando equivalía al cuarto nivel del sistema de ligas de fútbol de España. Con un quinto puesto logrado en la temporada 1981-82 como su mejor clasificación.

## Uniforme
- Uniforme titular:  Camiseta blanca con detalles en azul, pantalón y medias azules.
- Uniforme alternativo: Camiseta azul con detalles blancos, pantalón blanco y medias azules.

El patrocinador oficial del club es la marca Fuensanta.
El patrocinador del segundo equipo es Cafetería Avenida.

## Estadio
El equipo disputa sus partidos como local en el campo "Municipal de Nava", que dispone de capacidad para unos 2500 espectadores. La instalación pertenece al Ayuntamiento de Nava. Tiene una superficie de césped artificial. Se encuentra en el complejo deportivo del concejo de Nava que dispone de este campo, uno de arena, polideportivo y piscinas. En este campo juegan los equipos navetos del Club Europa y la Escuela de Fútbol de Nava. Anteriormente disputaba sus encuentros en el campo de Grandiella, de hierba natural.

## Trayectoria en competiciones nacionales
- Temporadas en Primera División: 0
- Temporadas en Segunda División: 0
- Temporadas en Primera Federación: 0
- Temporadas en Segunda Federación: 0
- Temporadas en Tercera: 12
- Participaciones en Copa del Rey: 1

## Palmarés

### Torneos autonómicos
- Subcampeón de Regional Preferente (1): 1991-92.
- Segunda Regional (1): 2018-19.
- Subcampeón de Segunda Regional (1): 2008-09.

### Trofeos amistosos
- Trofeo Peporrin (1): 2023.